# Justinakirche
Justinakirche ist der Name folgender der heiligen Justina von Padua geweihten Kirchen:

## Deutschland
- St. Justina (Bad Wörishofen)
- St. Aureus und Justina (Bommersheim)
- St. Cyprian und Justina (Kleinkitzighofen)

## Italien
- Basilika Santa Giustina
- Dom von Piacenza
- St. Justina in Prazöll

## Österreich
- Pfarrkirche St. Justina Assling